# Elecciones regionales de Italia de 2018
Las elecciones regionales en Italia se llevaron a cabo durante 2018 en seis de las veinte regiones, incluidas Lacio y Lombardía (4 de marzo), Molise (22 de abril), Friuli-Venecia Julia (29 de abril), Valle de Aosta (20 de mayo) y Trentino-Alto Adigio (21 de octubre).

## Resumen

### Elecciones presidenciales
| Lacio                | 4 de marzo    | Nicola Zingaretti       |  | Partido Democrático                  | Nicola Zingaretti    |  | Partido Democrático        |
| Lombardía            | 4 de marzo    | Roberto Maroni          |  | Liga                                 | Attilio Fontana      |  | Liga                       |
| Molise               | 22 de abril   | Paolo Di Laura Frattura |  | Partido Democrático                  | Donato Toma          |  | Forza Italia               |
| Friuli-Venecia Julia | 29 de abril   | Debora Serracchiani     |  | Partido Democrático                  | Massimiliano Fedriga |  | Liga                       |
| Valle de Aosta       | 20 de mayo    | Laurent Viérin          |  | Unión Valdostana Progresista         | Nicoletta Spelgatti  |  | Liga                       |
| Trentino             | 21 de octubre | Ugo Rossi               |  | Partido Autonomista Trentino Tirolés | Maurizio Fugatti     |  | Liga                       |
| Tirol del Sur        | 21 de octubre | Arno Kompatscher        |  | Partido Popular Sudtirolés           | Arno Kompatscher     |  | Partido Popular Sudtirolés |

## Resultados regionales

### Lacio
|  | 32,93 % |

|  | 31,18 % |

|  | 26,99 % |

|  | 4,89 % |

|  | 1,94 % |

|  | 1,42 % |

|  | 0,25 % |

|  | 0,25 % |

|  | 0,16 % |

|  | 97,26 % |

|  | 1,70 % |

|  | 1,04 % |

|  | 66,55 % |

|  | 33,45 % |

### Lombardía
|  | 49,75 % |

|  | 29,09 % |

|  | 17,37 % |

|  | 1,93 % |

|  | 0,90 % |

|  | 0,68 % |

|  | 0,28 % |

|  | 97,43 % |

|  | 1,53 % |

|  | 1,04 % |

|  | 73,10 % |

|  | 26,90 % |

### Molise
|  | 43,69 % |

|  | 38,70 % |

|  | 17,19 % |

|  | 0,42 % |

|  | 97,00 % |

|  | 1,66 % |

|  | 0,85 % |

|  | 52,17 % |

|  | 47,83 % |

### Friuli-Venecia Julia
|  | 57,09 % |

|  | 26,84 % |

|  | 11,67 % |

|  | 4,40 % |

|  | 97,92 % |

|  | 1,41 % |

|  | 0,67 % |

|  | 49,61 % |

|  | 50,39 % |

### Valle de Aosta
|  | 19,25 % |

|  | 17,06 % |

|  | 10,66 % |

|  | 10,59 % |

|  | 10,44 % |

|  | 9,00 % |

|  | 7,54 % |

|  | 7,13 % |

|  | 5,39 % |

|  | 2,92 % |

|  | 94,90 % |

|  | 3,89 % |

|  | 1,21 % |

|  | 65,13 % |

|  | 34,87 % |

### Trentino-Alto Adigio
Trentino
|  | 46,73 % |

|  | 25,40 % |

|  | 12,42 % |

|  | 7,11 % |

|  | 2,66 % |

|  | 1,96 % |

|  | 1,51 % |

|  | 0,89 % |

|  | 0,71 % |

|  | 0,47 % |

|  | 0,13 % |

|  | 96,95 % |

|  | 1,94 % |

|  | 1,11 % |

|  | 64,05 % |

|  | 35,95 % |

Tirol del Sur
|  | 41,89 % |

|  | 15,23 % |

|  | 11,08 % |

|  | 6,82 % |

|  | 6,20 % |

|  | 5,95 % |

|  | 3,80 % |

|  | 2,35 % |

|  | 1,72 % |

|  | 1,29 % |

|  | 1,20 % |

|  | 0,99 % |

|  | 0,86 % |

|  | 0,62 % |

|  | 96,95 % |

|  | 1,81 % |

|  | 1,24 % |

|  | 73,9 % |